# 유머모아
유머모아는 유머,이슈,연예,스포츠,공포 등 다양한 주제를 다루고 있는 종합커뮤니티이다.
| 주소        | https://web.archive.org/web/20190804131145/http://humoa.net/ |
| 사이트 종류 | 인터넷 포럼                                                  |
| 회원 가입   | 선택                                                         |
| 사용 언어   | 한국어                                                       |
| 시작일      | 2019년 8월2일                                                |
| 현재 상태   | 운영중                                                       |